# Clubiona rhododendri
Clubiona rhododendri là một loài nhện trong họ Clubionidae.
Loài này thuộc chi Clubiona. Clubiona rhododendri được miêu tả năm 1945 bởi Barrows.